# 玛丽·路易丝·斯蒂芬森
玛丽·路易丝·斯蒂芬森（丹麥語：Marie Louise Steffensen，1996年9月5日—），丹麥女子羽毛球運動員。

## 簡歷
2016年11月，玛丽·路易丝·斯蒂芬森出戰挪威羽毛球國際賽，與安妮·卡特琳·汉森合作奪得女子雙打亞軍。

## 主要比賽成績
只列出曾進入準決賽的國際賽事成績：
| 年份   | 賽事                   | 公開賽級別 | 項目     | 拍檔                     | 成績   |
| ------ | ---------------------- | ---------- | -------- | ------------------------ | ------ |
| 2015年 | 歐洲青年羽毛球錦標賽   | 其他       | 混合團體 | －                       | 季軍   |
| 2016年 | 匈牙利羽毛球國際賽     | 國際系列賽 | 女子雙打 | 安妮·卡特琳·汉森         | 準決賽 |
| 2016年 | 挪威羽毛球國際賽       | 國際系列賽 | 女子雙打 | 安妮·卡特琳·汉森         | 亞軍   |
| 2017年 | 奧地利羽毛球公開賽     | 國際挑戰賽 | 女子雙打 | 安妮·卡特琳·汉森         | 準決賽 |
| 2017年 | 匈牙利羽毛球國際賽     | 國際系列賽 | 女子雙打 | 安妮·卡特琳·汉森         | 準決賽 |
| 2017年 | 挪威羽毛球國際賽       | 國際系列賽 | 女子雙打 | 安妮·卡特琳·汉森         | 準決賽 |
| 2018年 | 挪威羽毛球國際賽       | 國際系列賽 | 女子雙打 | 加布里埃拉·博尔          | 冠軍   |
| 2018年 | 挪威羽毛球國際賽       | 國際系列賽 | 混合雙打 | 马蒂亚斯·莫尔特·巴斯基尔 | 亞軍   |
| 2021年 | 斯洛文尼亞羽毛球國際賽 | 國際系列賽 | 女子雙打 | 伊莎贝拉·尼尔森          | 亞軍   |
| 2021年 | 斯洛文尼亞羽毛球國際賽 | 國際系列賽 | 混合雙打 | 安德烈亚斯·桑德高        | 準決賽 |

| 2007-2017年 | 首要超級賽 | 超級賽 | 黃金大獎賽 | 大獎賽 | 國際挑戰賽 | 國際系列賽 | 未來系列賽 | 其他 |

| 2018-2026年 | 總決賽 | 超級1000賽 | 超級750賽 | 超級500賽 | 超級300賽 | 超級100賽 | 國際挑戰賽 | 國際系列賽 | 未來系列賽 | 其他 |